# 스타 트렉 4: 귀환의 항로
《스타 트렉 4: 귀환의 항로》(영어: Star Trek IV: The Voyage Home)는 1986년에 개봉한 스타트렉의 네번째 극장판 영화이다.

## 출연

### 주연
- 윌리암 샤트너
- 레너드 니모이
- 드포레스트 켈리

### 조연
- 제임스 두한
- 조지 타케이
- 워터 코에닉
- 니셸 니콜스

## 기타
- 원조: 진 로든버리
- 프로듀서: 진 로든버리
- 미술: 잭 T. 콜리스
- 의상: 로버트 플레처